# Conrad Moench
Conrad Moench (ur. 15 sierpnia 1744 w Kassel, zm. 6 stycznia 1805 w Marburgu) – niemiecki aptekarz, botanik, chemik, doktor medycyny, profesor botaniki i mineralogii Uniwersytetu w Marburgu. Przez wiele lat pracował w rodzinnej aptece w Kassel, praktykował w aptekach w Hanowerze, Bernie, Zurychu, Stuttgarcie i Strasburgu. W 1781 r. obronił doktorat z medycyny, był asystentem w Collegium Medicum Carolinianum w Kassel. Od 1785 r. pracował w Marburgu, gdzie zakładał ogród botaniczny i laboratorium chemiczne. Jego największe zasługi związane są z klasyfikacją roślin, przy czym był jednym z krytyków Linneusza. Oznaczone przez niego rośliny w taksonomii oznacza się jako "Moench". Wydał m.in. Enumeratio plantarum indigenarum Hassiae praesertim inferioris (1777), Systematische Lehre von denen gebräuchlichsten einfachen und zusammengesezten Arzney-Mitteln (1792-1795), Methodus plantas horti botanici et agri Marburgensis (1794), Einleitung zur Pflanzen-Kunde (1798), Supplementum Ad Methodum A Staminum Situ Describendi (1802).
Na jego cześć nazwano rodzaj menchia (Moenchia) z goździkowatych (Caryophyllaceae).